# Långfärdsskridskoåkning
Långfärdsskridskoåkning är en rekreationsform av skridskoåkning där man genomför kortare eller längre färder på naturis. Det föreligger kulturskillnader i utrustning och åkstil för hur långfärdsskridskoåkning bedrivs, exempelvis mellan olika länder och mellan oorganiserad och föreningsbunden åkning. För långfärdsskridskoåkning finns speciellt utvecklade långfärdsskridskor som är lätta att ta av och på kängorna och möjliggör enkel vandring exempelvis mellan sjöar. 
Färdens längd varierar beroende på isförhållanden och åkstyrka, men en vanlig sträcka kan vara mellan 20 och 80 km på en dag. Det förekommer att vältränade grupper lyckas med extremt långa turer. Ett exempel på en sådan lång, klassisk svensk långfärdsskridskotur är från Örebro till Stockholm över Hjälmaren, Hjälmare kanal, Arbogaån och Mälaren, en sträcka på cirka 180 km. Åkning kan ske på plogade banor, utefter markerade rutter, efter rapporter där någon annan åkt dagen innan eller på helt okänd is. Man åker på alla typer av isbelagda vatten, som insjöar, kanaler, skärgårdar och hav. Företrädesvis åker man där vattenströmningen är relativt låg och isläggningen därmed är mer jämn.

## Historia
I Sverige uppstod begreppet långfärdsskridskoåkning i Stockholm efter sekelskiftet 1900. Den svenska klubbåkningsstilen för långfärdsskridskoåkning har i stort sett utvecklats av en enda förening, Stockholms Skridskoseglarklubb. SSSK bildades 1901 i en tid av natur- och sundhetstänkade. Den huvudsakliga aktiviteten var skridskosegling, men "benåkning" förekom mer eller mindre ofta. 1927 skrevs långfärdsskridskoåkning in i SSSK stadgar, men redan då var skridskoseglingen en mindre del av klubbens verksamhet. SSSK:s organisation för långfärdsskridskoåkning med israpportering, ledare, åkgrupper, utrustning har blivit en standard för sporten.
Vid denna typ av åkning ställs särskilda utrustningskrav och man åker i grupp. Gruppen leds av en utsedd ledare, en erfaren skridskoåkare som har huvudansvar för isbedömning och turens genomförande. Man åker då i regel inte på plogade banor eller efter markerade rutter, utan gruppen letar en egen väg över isen. Denna svenska stil av långfärdsskridskoåkning har på senare år även spridit sig till och blivit populär i andra länder, som exempelvis Finland och Norge.  Idag (2006) finns över 80 föreningar i världen med långfärdsskridskoåkning på programmet och antalet organiserade åkare är cirka 35 000.
Långfärdsskridskoåkning i Sverige utanför föreningar förekommer i minst lika stor utsträckning. Vid sådan åkning kan utrustningsval och åksätt inom gruppen skilja sig markant från klubbåkningen. I Nederländerna förekommer, när det finns naturis, omfattande oorganiserad åkning. Man åker då ofta i spåren av andra åkare och helt utan säkerhetsutrustning. Åkningen efter kontrollerade och markerade rutter i Nederländerna kallas toerschaatsen ("turskridskor").

## Utrustning

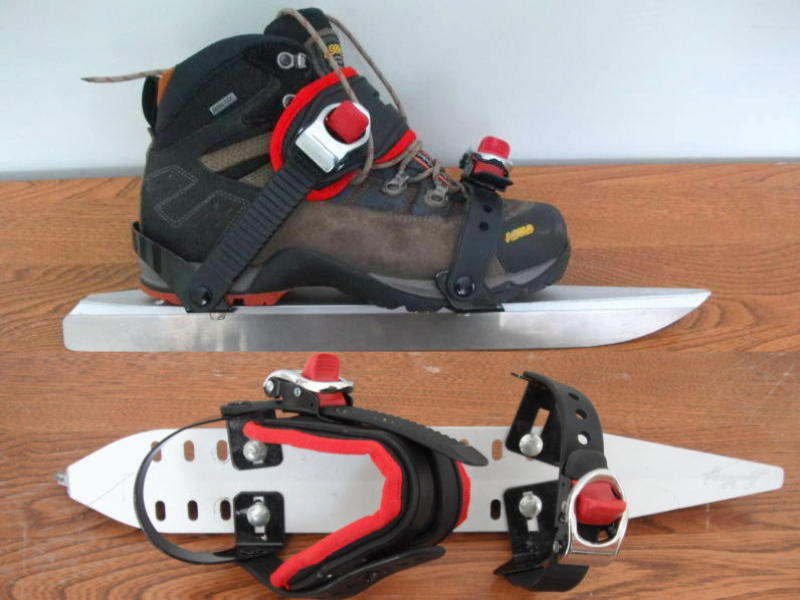
Långfärdsskridskor med vrist- och tåspännen av pump-typ

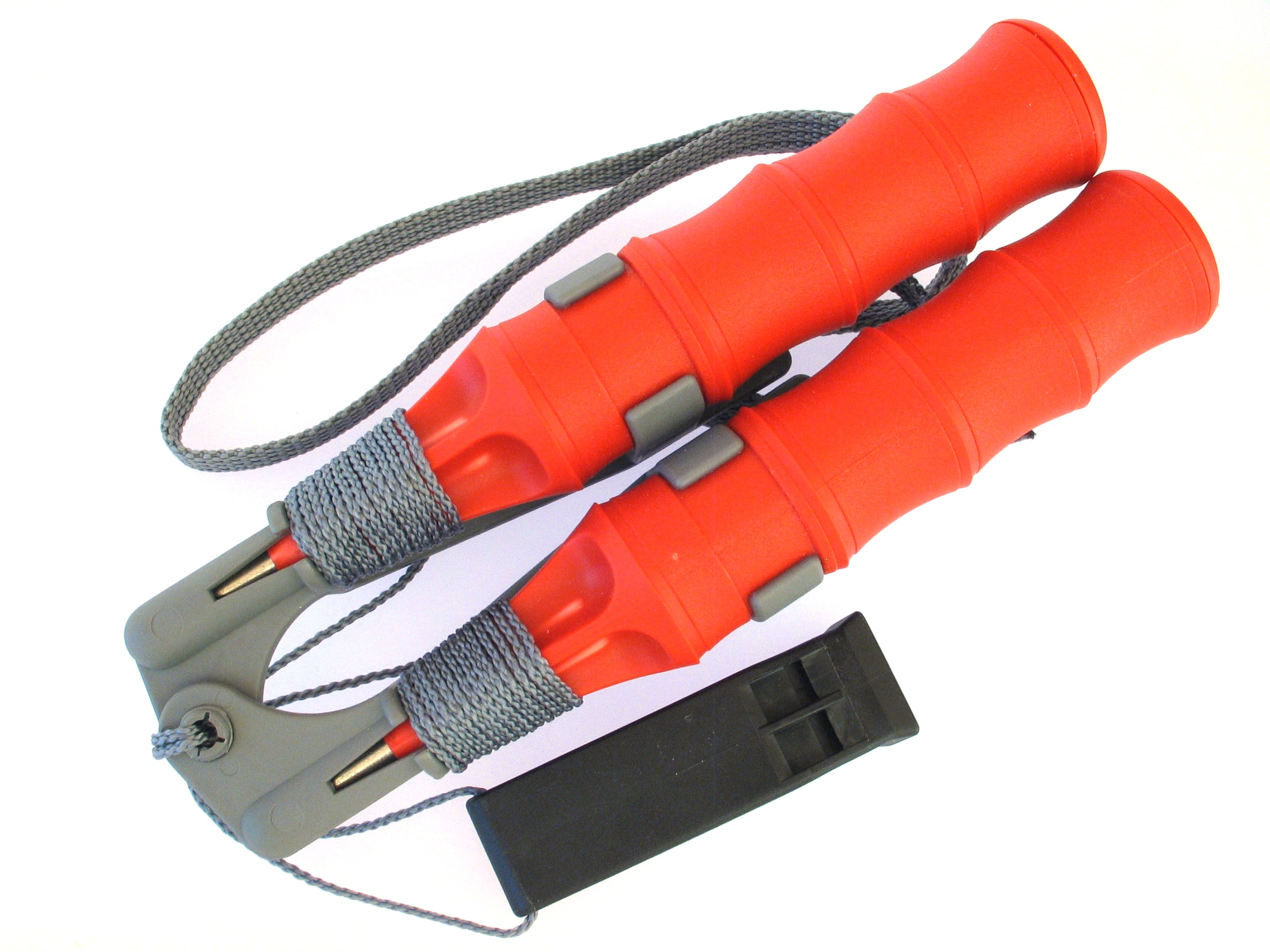
Isdubbar är säkerhetsutrustning som används vid långfärdsskridskoåkning

Vid långfärdsskridskoåkning används vanligen långfärdsskridskor som är lätta att ta av och på och som möjliggör användning av skor som är sköna att gå i. Detta är bra då man ibland är tvingad att gå, exempelvis mellan sjöar. Dessa bindningar är flexibelt men mindre stabilt och mer svåråkt. NNN BC skridskor med lös häl är ett alternativ, vilket gör att man bara sitter fast med den främre delen av pjäxan, tårna, precis som med längdskidor.. 
Förutom skridskor används en del utrustning som är förknippad med säkerhet och trivsel.
- isdubbar - ett par metallspetsar på handtag (ungefär som vässade skruvmejslar). De används för att ta sig upp ur en isvak ifall man gått igenom isen.
- ispik - en stav med en metallspets (ungefär som en ovanligt stadig skidstav). Den används för att känna isens bärighet och kvalitet. Den kompletteras lämpligen med en hjälpstav, till exempel en vanlig skidstav. I ledarledda turer kan deltagarna istället för ispik och extrastav använda ett par skidstavar. Ispik och extrastav eller två skidstavar användas för balansens skull, till exempel vid passage av sämre is. På senare år har dubbelpikar (ispikar i par, som ofta kan sättas ihop) blivit allt mer populära.
- säkerhetslina - (kastlina) en lina som är fäst i ryggsäcken. Med säkerhetslinan kan man dra upp andra ur vattnet, eller själv bli uppdragen med.
- ryggsäck med midjebälte och grenremmar, innehållande klädombyte i en vattentät påse. Ryggsäcken ska också fungera som flythjälp (därav grenremmarna).
- karbinhake - (klätterkarbin, karbinkrok). Den används för att fästa kastlinan om man har plurrat och får en säkerhetslina kastad till sig. Den kan även användas för koppling av flera linor till en kedja vid avancerad räddning långt ut på tunn is.
- visselpipa som används för att dra till sig uppmärksamheten vid nödlägen.

Knäskydd, armbågsskydd och hjälm används också ofta. För att ta sig över snötäckta isar och komma fram till åkbar is kan man använda en skredstång. Långfärdsskridskoföreningar har ofta krav på vilken utrustning som deltagare har i turer som arrangeras i klubbens regi. Dessa krav skiljer sig något mellan olika föreningar.

## Säkerhet
Långfärdsskridskoåkning är en relativt säker aktivitet om man har och kan använda den säkerhetsutrustning som finns (se ovan) och om man följer vissa enklare säkerhetsanvisningar. När det gäller skador är det framförallt fallskador mot isen som dominerar; huvudsakligen handleds- och överarmsbrott.
Dödsolyckor är sällsynta, framförallt i turer som är arrangerade av långfärdsskridskoklubbar. I Sverige, där den mesta långfärdsskridskoåkningen sker, kan man jämföra med andra typer av isrelaterade aktiviteter i Svenska Livräddningssällskapets drunkningsstatistik. Den visar att långfärdsskridskoåkning utgör cirka 10% av de isrelaterade drunkningsolyckorna, där isfiske och skoteråkning dominerar. De drunkningsolyckor som sker vid långfärdsskridskoåkning sker nästan undantagslöst vid ensamåkning. Undantag från detta är ett fall där två personer omkom när tre personer åkte på våris på Båven, samt Ridöolyckan där två personer dog av förfrysningsskador.
En omtalad regel bland skridskoåkare är att ha KUS (kunskap, utrustning, sällskap) innan man ger sig ut på isarna. Med utrustning avses då säkerhetsutrustning. De förhållanden som visat sig vara extra farliga är stora områden med tunn is, is som hotar att brytas upp eller driva iväg, våris, tunn stöpis i varmt väder samt dimma.

## Benåkning eller stavåkning?
Frågan om man bör åka skridsko enbart med benen ("benåkning") eller om det är OK att även använda dubbelpikar eller stavar ("stavåkning") som hjälpmedel har börjat bli kontroversiell bland långfärdsskridskoåkare. Traditionellt har man åkt skridsko med enbart benen. Ispik används då som ett verktyg för att bedöma isens bärighet. I äldre litteratur rekommenderas att man har med sig en ispik per grupp - är gruppen stor ansågs två ispikar inom gruppen kunna vara motiverat.  Extrastav förekom överhuvudtaget inte då. Ibland är dock naturisar besvärliga; att passera ett större avsnitt skravelis utan någon balanshjälp kan vara tidsödande. Därför infördes extrastaven och även rekommendationen att alla åkare skulle medföra ispik med extrastav. Så började dubbelpikar tillverkas, vilka skulle ersätta vanlig pik med extrastav.
Nu upptäckte åkare som kanske hade lite sämre balans att dubbelpikarna var ett bra hjälpmedel för dem att hålla balansen, och att därmed kunna åka längre än de kunde utan dubbelpik eller stavar. Därmed inleddes en ny åkstil, "stavåkning", som blivit allt vanligare. De traditionella "benåkarna" tycker ofta inte om "stavåkningen" och anför allehanda skäl mot den, från att man då inte lär sig "åka riktigt" och därför aldrig kommer att orka åka särskilt långt, till att stavåkningen är "oestetisk". "Stavåkarna" framhärdar dock, och för en del av dem kan alternativet vara att inte åka alls. På Utsidans långfärdsskridskoforum är det numera svårt att diskutera stavåkningstekniker utan att några deltagare i diskussionen känner sig manade att fördöma all form av stavåkning på bra isar. Noteras bör även att stavåkning med skridskor på många vis liknar skatingstil på skidor eller rullskidor och rullskridskor och ger träningsmässigt en större bredd. Det är följaktligen inte enbart på grund av dålig balans som två stavar ofta används, även om så var fallet för 20 år sedan.

## Långfärdsskridskoåkning i världen

### Antarktis
Spridda rapporter om långfärdsskridskoåkning i Antarktis förekommer. Det finns även sjöar i isfria dalar vid Transantarktiska bergen, som exempelvis Vandasjön, som skulle kunna erbjuda skridskoåkning under södra halvklotets sommar.

### Asien
Äventyrsresor har ordnat en långfärdsskridskoresa till en sjö i Mongoliet där en isfestival hålls varje år. Även i delar av Kina med torrt och kallt vinterklimat finns ypperliga möjligheter till långfärdsskridskoåkning.

### Europa
Även om förutsättningarna för långfärdsskridskoåkning finns på många platser i världen så sker majoriteten av åkningen där det finns aktiva organisationer. Endast i Europa finns föreningar med långfärdsskridskoåkning på programmet.

### Nordamerika

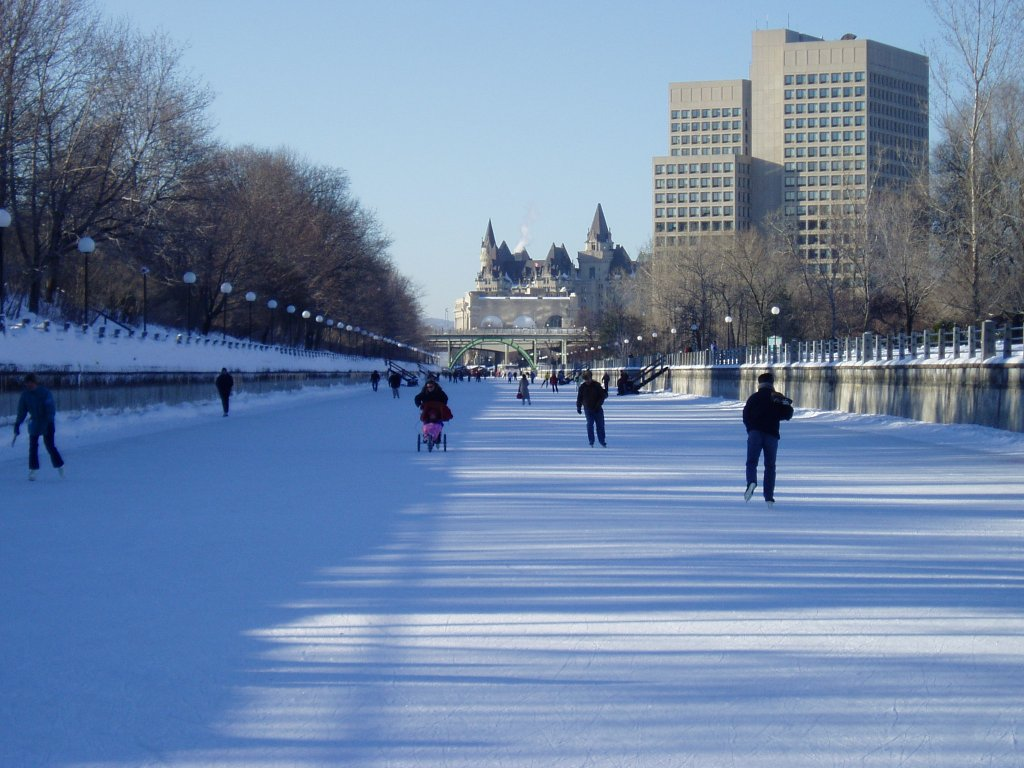
Rideaukanalen i Kanada är populär för skridskoåkning. Bilden är från Ottawa.

I Nordamerika finns relativt bra förutsättningar för långfärdsskridskoåkning i delar av USA och i Kanada.
Det finns mindre privata grupper i exempelvis Klippiga bergen och New England som åker långfärdsskridskor. Amerikanarna kallar ofta långfärdsskridskoåkning för Nordic Skating.
I Nova Scotia, Kanada finns klubben "Nor-Easter Natural Ice" 

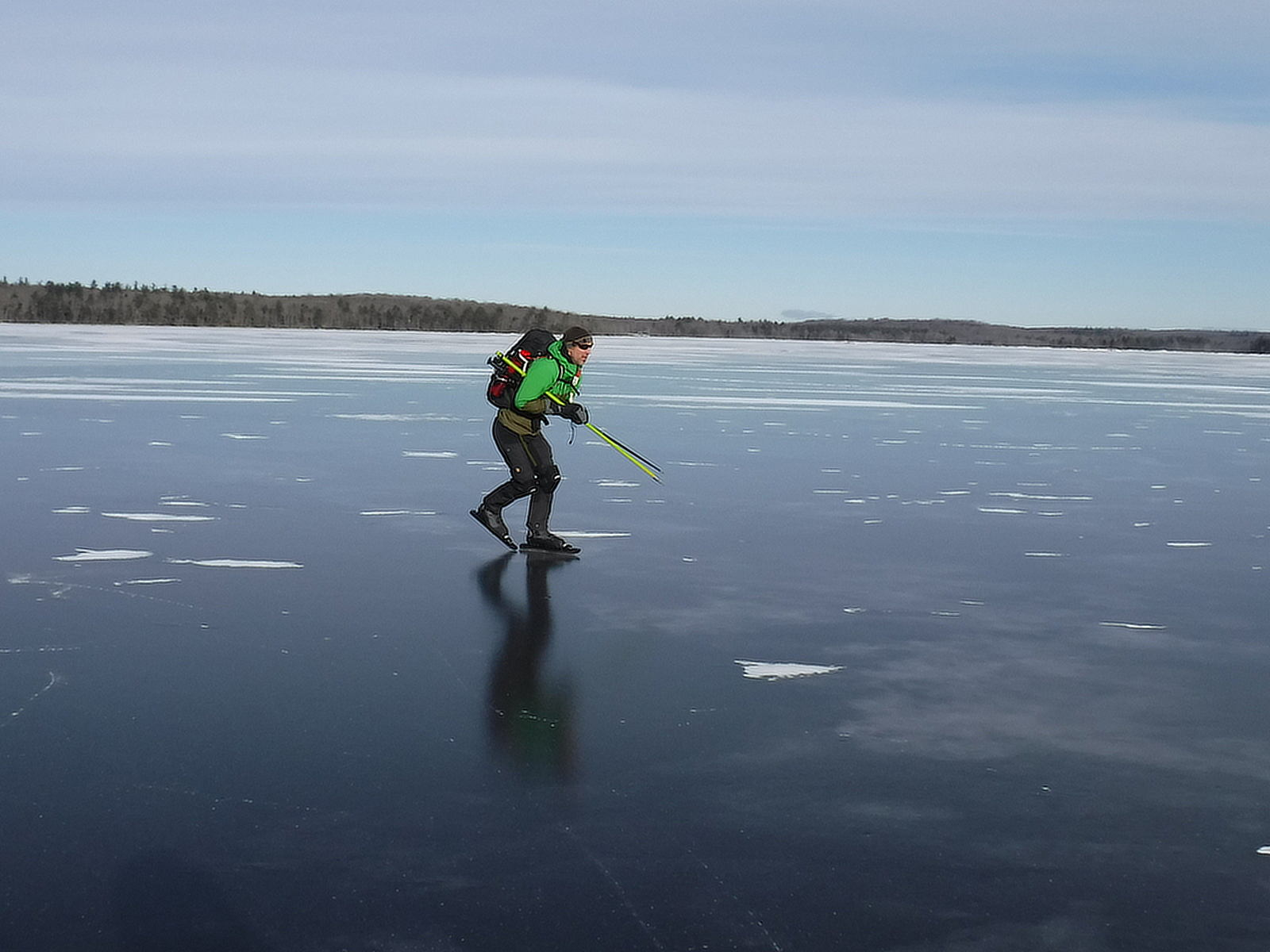
Gaspereau Lake i Nova Scotia, Kanada

## Långfärdsskridskoåkning efter land

### Danmark
Danmark saknar organisation för långfärdsskridskoåkning. De som åker här är främst skåningar som ibland hittar bättre is i Danmark än i Skåne. Skridskoåkning i Danmark försvåras väsentligt av att det är förbjudet att vistas på naturis utan polisens tillstånd.

### Finland
I Finland finns många stora sjöar och mycket skärgård och genom föreningen Finlands Långfärdsskrinnare har långfärdsskridskoåkning blivit allt mer populär. Det har nyligen bildats en ny långfärdsskridskoförening i Helsingfors.

### Nederländerna

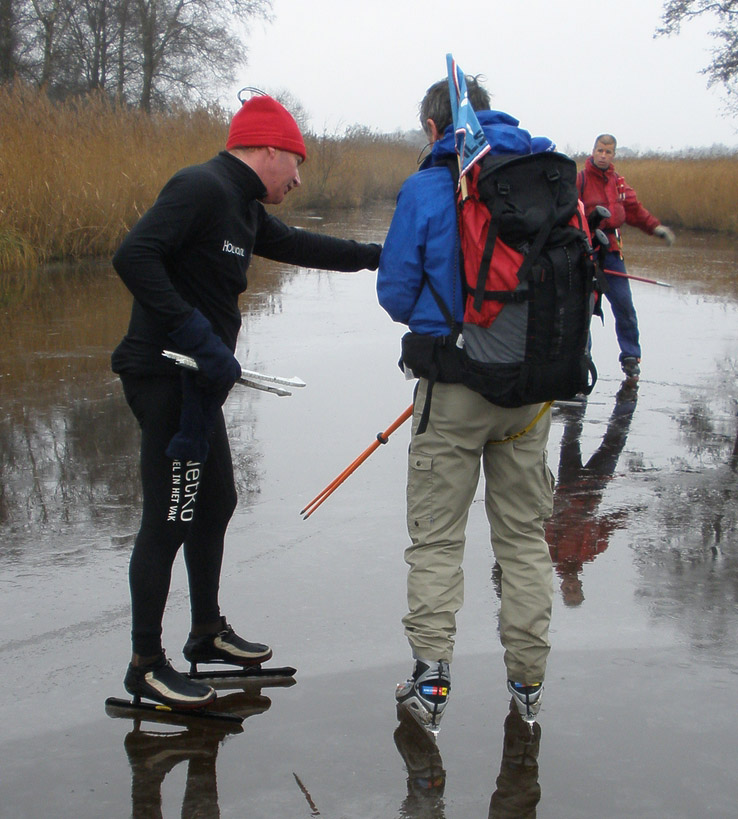
Till vänster en holländsk skridskoåkare med hastighetsskridskor, skridskoskydd i handen och ingen säkerhetsutrustning. Till höger en skridskoåkare med full säkerhetsutrustning. Bilden tagen på en kanal i Nederländerna.

I Nederländerna har man en lång tradition av skridskoåkning. Man räknar med att det finns cirka två miljoner skridskointresserade personer . När det blir kallt i Nederländerna är förutsättningarna för skridskoåkning på naturis mycket goda, genom tillgång till områden med utdikningar, enorm mängd kanaler och en hel del mindre sjöar. Riktigt kalla vintrar lägger sig isen till och med på IJsselmeer.
Skridskoåkning som liknar långfärdsskridskoåkning är dock ovanlig. Det som kommer närmast är så kallad toerschaatsen (turåkning) där man åker efter kontrollerade och markerade rutter. Nederländerna har en lång tradition av att anordna långlopp på skridskor, där det 200 km långa Elfstedentocht är det mest kända.
Man åker i Nederländerna vanligtvis utan någon säkerhetsutrustning. Liknande åkning uppstår också spontant genom att någon åker och lämnar ett spår efter sig. Därefter åker alla i samma spår. Även denna åkning sker utan säkerhetsutrustning. När det blir plusgrader i luften anses isen av de flesta nederländare ej vara säker. Det finns en förening, Hollandse Lange tocht Schaats Klub (HLSK), som är avsedd enbart för långfärdskridskoåkning med säkerhetutrustning och ledare.
Föreningen Nederlandse Toerschaats Vereniging (NTSV) åker med säkerhetsutrustning; säkert men mer i nederländsk tradition i familjesammanhang. NTSV långfärdskridskoåkare flaggar Flag

### Norge
I Norge har långfärdsskridskoåkning fått allt mer uppmärksamhet. Skiforeningen började med långfärdsskridskoverksamhet runt Oslo.

### Ryssland
I Sankt Petersburg finns en grupp som åker långfärdsskridskor. Man åker bland annat i Finska viken, Ladoga och på ryska kanaler.

### Långfärdsskridskoåkning i Sverige
Som ursprungsland för aktiviteten är det i Sverige man finner de flesta långfärdsskridskoåkarna. Man åker långfärdsskridskor i princip i hela Sverige, från Skåne upp till Torneträsk. Klimatförutsättningarna är dock mycket skilda. När man i Skåne oftare har isbrist är problemet istället snötäckta isar längre norrut. De bästa förutsättningarna finns där det är ett klimat med en lagom blandning av milt och kallt väder. Kallt väder behövs för isläggning, men kallt väder leder även till snöfall varför tillfälliga värmeperioder som kan smälta snön gör skridskoåkning möjlig igen. På många platser är det vanligt att man plogar slingor på sjön för att möjliggöra för skridskoåkning. En annan bra tillgång är en mix av små, medelstora och stora sjöar och hav. Detta gör att man kan åka skridskor på olika typer av vatten genom hela vintern i och med att vattnen inte fryser samtidigt.
Bra klimat- och vattenförusättningar i Sverige finns framförallt i ett band från Värmland, via Närke och över till Mälardalen och Östergötland. Det fruktas dock att den globala uppvärmningen medför att detta bälte förflyttas norrut i framtiden.

#### Säsong
I Sverige lägger sig de tidigaste fjällsjöarna vanligen i oktober, ibland redan i september. I ovanliga fall i slutet av oktober, men oftast i november lägger sig de minsta sjöarna utanför fjällkedjan. Ibland sker detta tidigare i norra Sverige, men det är inte ovanligt att små sjöar i södra Sverige lägger sig lika tidigt. Mer allmän isläggning sker i december och redan nu blir många sjöar i norra Sverige snötäckta. Östersjöns skärgårdar börjar vanligen lägga sig i november allra längst i norr, runt Luleå. Isläggningen sprider sig sedan söderut där den lägger sig i Stockholms och Östergötlands skärgårdar i etapper från januari fram till mars. På västkusten lägger sig de allra innersta delarna varje år, men mer allmän isläggning sker endast kalla vintrar. Hela Vättern lägger sig i genomsnitt ungefär vart tredje år.
Från mitten av mars börjar islossningen i södra Sverige och sprider sig sedan norrut. De sista isarna går vanligen upp i början av juni i norra Sverige. De sista långfärdsskridskoturerna brukar dock gå i april då de vatten i norra Sverige som går upp sent ofta har haft mycket snö och bjuder vid avsmältning sällan på bra skridskoåkningsförhållanden.

### Tyskland
I norra Tyskland finns det förutsättningar för långfärdsskridskoåkning med sjöar och besök av vinterkyla. I Bremen finns en förening, Bremer Eisverein, som helt separat från Stockholms Skridskoseglarklubb byggt upp en skridskokultur som väldigt mycket liknar långfärdsskridskoåkning.

## Organisationer
Långfärdsskridskosporten saknar en paraplyorganisation men många av föreningarna är anslutna till Skridskonätet.
Skridskonätet utgörs huvudsakligen av svenska föreningar, men det finns även föreningar från Finland, Norge, Nederländerna och USA. I Sverige finns många mindre föreningar i mindre orter som är anslutna till Friluftsfrämjandet. De flesta större orter i Sverige har fristående föreningar med långfärdsskridsko på programmet. De tio största föreningarna i världen är:
- Stockholms Skridskoseglarklubb (SSSK), världens största förening med långfärdsskridskoåkning på programmet; cirka 9 300 medlemmar.
- Friluftsfrämjandet med över 50 lokalavdelningar runt om landet organiserar cirka 5000 skridskoåkare med över 500 ledare
- Finlands Långfärdsskrinnare skrinnari.fi, Finlands största långfärdsskridskoklubb med cirka 2 500 medlemmar.
- Göteborgs långfärdsskridskoklubb (GLSK) glsk.se, cirka 2 000 medlemmar.
- Linköpings Långfärdsskridskoklubb (LLK), cirka 1 800 medlemmar.
- Skånes Isseglarklubb (SIK, södra Skåne) sik.skridsko.net, cirka 1 000 medlemmar.
- FF Stockholms Alliansen alliansen.net, cirka 850 medlemmar
- Långfärdsskridsko i Västerås (LiV) liv.skridsko.net, cirka 750 medlemmar
- Långfärdsskrinnarna i Sydöst (LSS, södra Småland, Blekinge, norra Skåne) lss.skridsko.net, cirka 700 medlemmar
- Solstaskäret (Karlstad) solstaskaret.se, cirka 650 medlemmar
- Bråvallaskrinnarna (BSK, nordöstra Östergötland), cirka 450 medlemmar.

(Uppgifter om medlemsantal gäller oktober 2013.)
På Skridskonätets webbplats finns en omfattande förteckning av långfärdsskridskoföreningar och andra mindre grupper som bedriver långfärdsskridskoåkning i olika delar av världen.

## Isinformation
För att bedriva omfattande långfärdsskridskoåkning krävs tillgång till dagsaktuell information om åkbara isar. Ofta sker planering av morgondagens turer under kvällen före. För denna planering är information om vilka turer som gjorts och andra isobservationer under dagen är mycket viktig. Detta leder till ett behov av informationsutbyte under kvällens lopp. Detta behov har motiverat uppbyggnad av webbplatser med denna typ av information. Två webbplatser är de mest använda, dels skridskonätets webbplats och dels Isplanket. Skridskonätet ger endast information till medlemmar i deltagande klubbar, medan informationen på Isplanket är helt öppen.

## Långlopp på skridskor
Det förekommer långlopp på skridskor. De mest kända är Elfstedentocht i Nederländerna och Vikingarännet sista loppet gick 2017 i Sverige.